# Полски ренесанс
Ренесансът в Полша (на полски: Renesans, Odrodzenie) продължава от късния XV до късния XVI век и е смятан за Златния век на полската култура. Управлявано от Ягелонската династия, Кралство Полша (от 1569 част от Полско-литовската държава) активно участва в европейския Ренесанс. Мултинационалната полска държава преживява период на културен подем, отчасти благодарение на столетие без големи войни. Реформацията се разпространява мирно в цялата страна (давайки началото на Полските братя), докато условията на живот се подобряват, градовете се разрастват, а износът на селскостопански продукти обогатява населението, особено шляхтата.